# Azareen Van der Vliet Oloomi
Azareen Van Der Vliet Oloomi (Califòrnia, Estats Units, 1983), és una escriptora iraniana-estatunidenca, autora del "chapbook" Girona i de les novel·les Fra Keeler i Call Me Zebra. Per aquesta darrera obra, centrada en l'exili i el fet literari, que desenvolupa la seva acció en bona part a Catalunya, amb referències a la seva literatura i als seus autors, fou guardonada amb el premi Premi PEN/Faulkner de Ficció del 2019.

## Obres
- Girona. New Herring Press, 2012.[4]
- Fra Keeler.  Dorothy, a publishing project, octubre 2012. ISBN 9780984469345. (Premi Whiting 2015).[5]
- Call Me Zebra.  Boston / New York: Houghton Mifflin Harcourt, 2018. ISBN 97805449444602. (Premi PEN/Faulkner de Ficció 2019).[3]